# Lestodiplosis satiata
Lestodiplosis satiata är en tvåvingeart som beskrevs av Ephraim Porter Felt 1920. Lestodiplosis satiata ingår i släktet Lestodiplosis och familjen gallmyggor.
Artens utbredningsområde är New York. Inga underarter finns listade i Catalogue of Life.